# Sophia FitzClarence
Lady Sophia Sidney, Baronessa De l'Isle e Dudley (nata Sophia FitzClarence; Londra, agosto 1796 – Kensington Palace, 10 aprile 1837) è stata una nobildonna inglese, figlia illegittima di Guglielmo IV del Regno Unito, all'epoca Duca di Clarence, e della sua amante Dorothea Jordan.

## Biografia
Sophia FitzClarence nacque nell'agosto 1796 in Somerset Street, come terzogenita e prima femmina del futuro Guglielmo IV del Regno Unito, all'epoca Duca di Clarence, e della sua amante, l'attrice Dorothea Jordan, da cui avrebbe avuto un totale di dieci figli. Come per tutte le sue figlie, Guglielmo la chiamò in onore di una delle sue sorelle, in questo caso Sofia di Hannover.
Sebbene impossibilitati a sposarsi o ad ottenere la legittimazione della prole, Guglielmo e Dorothea vissero per molti anni come una coppia sposata e devota ai figli, prima a Clarence Lodge fino al 1797 e poi a Teddington (Bushy House) fino al 1807. La coppia si separò nel 1811, quando Guglielmo, oppresso dai debiti, iniziò a ricercare un matrimonio economicamente vantaggioso. Inizialmente, Guglielmo prese con sé i soli figli maschi e concesse a Dorothea la custodia delle figlie e un assegno per mantenerle, ma quando, nel 1814, scoprì che aveva violato i termini del loro accordo tornando a recitare revocò la rendita e prese con sé anche le figlie, facendo inoltre tutto il possibile per impedire loro contatti con la madre. Dopo il 1818, Sophia e i suoi fratelli furono accolti e allevati dalla moglie del padre, Adelaide di Sassonia-Meiningen, sposata in quell'anno. 
Il 13 agosto 1825 Sophia sposò Philip Sidney, I barone De L'Isle e Dudley (1800 - 1851) e parente del poeta Percy Bysshe Shelley, a cui diede tre figlie e un figlio. 
Il 24 maggio 1831, suo padre, divenuto ormai re, parificò lei e i suoi fratelli alle dignità di figli di marchese e nel gennaio 1837 la nominò Governante di Kensington Palace, dove morì di parto il 10 aprile dello stesso anno. 

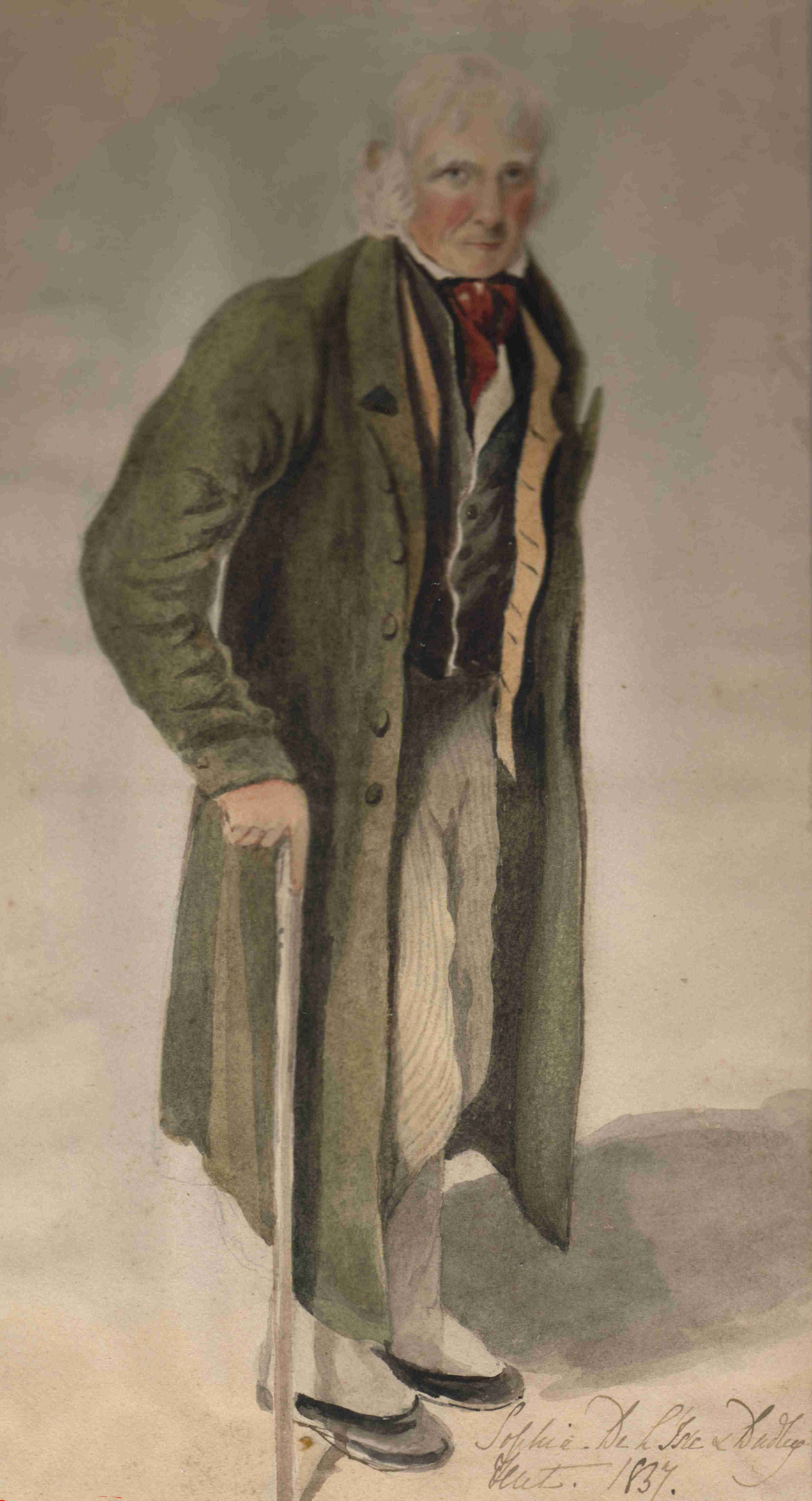
Ritratto di Guglielmo IV realizzato da sua figlia Sophia, 1837

La sua morte causò molto dolore a Guglielmo, del quale era la figlia prediletta, e da allora conservo sempre un suo ritratto che Sophia aveva completato poco prima di morire. Sophia FitzClarence è anche ricordata da un memoriale posto nella Chiesa di San Giovanni Battista a Penshurst. 

## Discendenza
Dal suo matrimonio, ebbe tre figlie e un figlio, oltre ad almeno un parto morto o un aborto:
- Adelaide Augusta Wilhelmina Sidney - sposò suo cugino materno Lord Frederick Charles George FitzClarence-Hunloke, figlio di George FitzClarence, I conte di Munster. Non ebbe discendenza.
- Ernestine Wellington Sidney - sposò Sir Philip Perceval, da cui ebbe un figlio, Philip Hunloke, padre di Henry Philip Hunloke.
- Sophia Philippa Sidney - sposò il Conte Alexander Graf von Kielmannsegg, un presunto discendente illegittimo di Giorgio II di Gran Bretagna.
- Philip Sidney, II barone De L'Isle e Dudley (1828 - 1898). Si sposò due volte ed ebbe cinque figli. Era nonno di William Sidney, I visconte De L'Isle.
- Parto morto (10 aprile 1837). Sophia morì per le conseguenze lo stesso giorno.

## Ascendenza
|                                  |                 |                                                 | Genitori                                      |  |  | Nonni |  |  | Bisnonni                      |  |  | Trisnonni                   |  |
|                                  |                 |                                                 |                                               |  |  |       |  |  | Federico, principe del Galles |  |  | Giorgio II di Gran Bretagna |  |
|                                  |                 |                                                 |                                               |  |  |       |  |  | Federico, principe del Galles |  |  | Giorgio II di Gran Bretagna |  |
|                                  |                 | Carolina di Brandeburgo-Ansbach                 |                                               |  |  |       |  |  | Federico, principe del Galles |  |  |                             |  |
| Giorgio III del Regno Unito      |                 |                                                 |                                               |  |  |       |  |  | Federico, principe del Galles |  |  |                             |  |
|                                  |                 | Augusta di Sassonia-Gotha-Altenburg             | Federico II di Sassonia-Gotha-Altenburg       |  |  |       |  |  |                               |  |  |                             |  |
|                                  |                 | Augusta di Sassonia-Gotha-Altenburg             | Federico II di Sassonia-Gotha-Altenburg       |  |  |       |  |  |                               |  |  |                             |  |
|                                  |                 | Augusta di Sassonia-Gotha-Altenburg             | Maddalena Augusta di Anhalt-Zerbst            |  |  |       |  |  |                               |  |  |                             |  |
| Guglielmo IV del Regno Unito     |                 | Augusta di Sassonia-Gotha-Altenburg             |                                               |  |  |       |  |  |                               |  |  |                             |  |
|                                  |                 | Carlo Ludovico Federico di Meclemburgo-Strelitz | Adolfo Federico II di Meclemburgo-Strelitz    |  |  |       |  |  |                               |  |  |                             |  |
|                                  |                 | Carlo Ludovico Federico di Meclemburgo-Strelitz | Adolfo Federico II di Meclemburgo-Strelitz    |  |  |       |  |  |                               |  |  |                             |  |
|                                  |                 | Carlo Ludovico Federico di Meclemburgo-Strelitz | Cristiana Emilia di Schwarzburg-Sondershausen |  |  |       |  |  |                               |  |  |                             |  |
| Carlotta di Meclemburgo-Strelitz |                 | Carlo Ludovico Federico di Meclemburgo-Strelitz |                                               |  |  |       |  |  |                               |  |  |                             |  |
|                                  |                 | Elisabetta Albertina di Sassonia-Hildburghausen | Ernesto Federico I di Sassonia-Hildburghausen |  |  |       |  |  |                               |  |  |                             |  |
|                                  |                 | Elisabetta Albertina di Sassonia-Hildburghausen | Ernesto Federico I di Sassonia-Hildburghausen |  |  |       |  |  |                               |  |  |                             |  |
|                                  |                 | Elisabetta Albertina di Sassonia-Hildburghausen | Sofia Albertina di Erbach-Erbach              |  |  |       |  |  |                               |  |  |                             |  |
| Sophia FitzClarence              |                 | Elisabetta Albertina di Sassonia-Hildburghausen |                                               |  |  |       |  |  |                               |  |  |                             |  |
|                                  | Nathaniel Bland | James Bland                                     |                                               |  |  |       |  |  |                               |  |  |                             |  |
|                                  | Nathaniel Bland | James Bland                                     |                                               |  |  |       |  |  |                               |  |  |                             |  |
|                                  | Nathaniel Bland | Lucy Brewster                                   |                                               |  |  |       |  |  |                               |  |  |                             |  |
| Francis Bland                    | Nathaniel Bland |                                                 |                                               |  |  |       |  |  |                               |  |  |                             |  |
|                                  |                 | Lucy Heaton                                     | Francis Heaton                                |  |  |       |  |  |                               |  |  |                             |  |
|                                  |                 | Lucy Heaton                                     | Francis Heaton                                |  |  |       |  |  |                               |  |  |                             |  |
|                                  |                 | Lucy Heaton                                     | Elizabeth Curtis                              |  |  |       |  |  |                               |  |  |                             |  |
| Dorothea Jordan                  |                 | Lucy Heaton                                     |                                               |  |  |       |  |  |                               |  |  |                             |  |
|                                  |                 | …                                               | …                                             |  |  |       |  |  |                               |  |  |                             |  |
|                                  |                 | …                                               | …                                             |  |  |       |  |  |                               |  |  |                             |  |
|                                  |                 | …                                               | …                                             |  |  |       |  |  |                               |  |  |                             |  |
| Grace Phillips                   |                 | …                                               |                                               |  |  |       |  |  |                               |  |  |                             |  |
|                                  |                 | …                                               | …                                             |  |  |       |  |  |                               |  |  |                             |  |
|                                  |                 | …                                               | …                                             |  |  |       |  |  |                               |  |  |                             |  |
|                                  |                 | …                                               | …                                             |  |  |       |  |  |                               |  |  |                             |  |
|                                  |                 | …                                               |                                               |  |  |       |  |  |                               |  |  |                             |  |